# Sambor Prei Kuk
Sambor Prei Kuk é um sítio arqueológico localizado a cerca de 25 km ao norte da cidade de Kampong Thom, no Camboja. Foi habitado provavelmente, desde o período Neolítico. A partir do Século VII no local surge uma cidade chamada Ishanapura, que foi capital do Reino Chenla e é dessa época os templos e edificações hoje presentes que podem ser visitados.

## Galeria

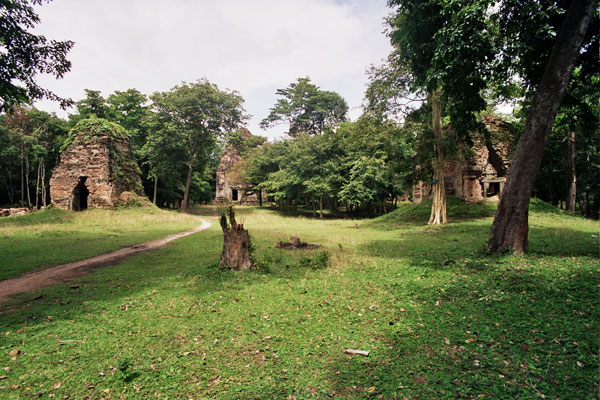
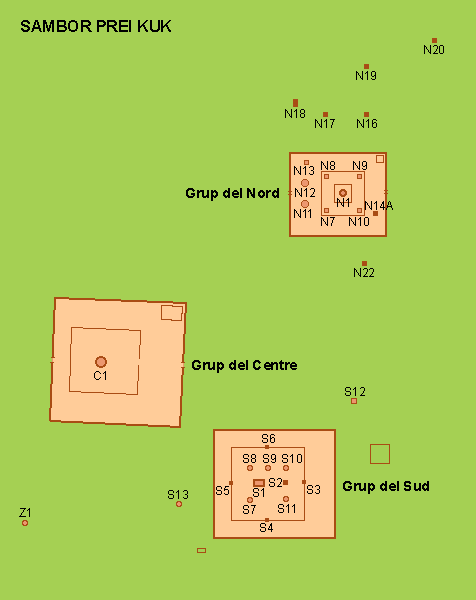
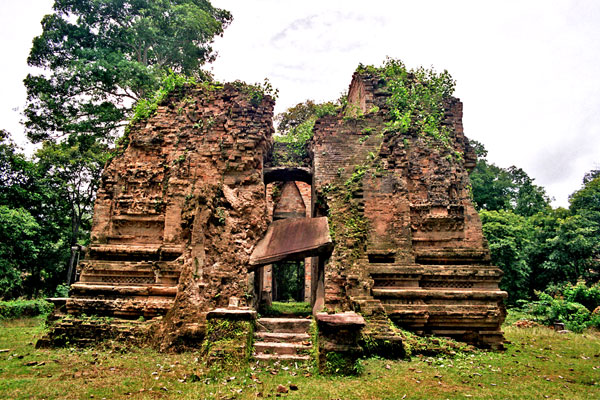
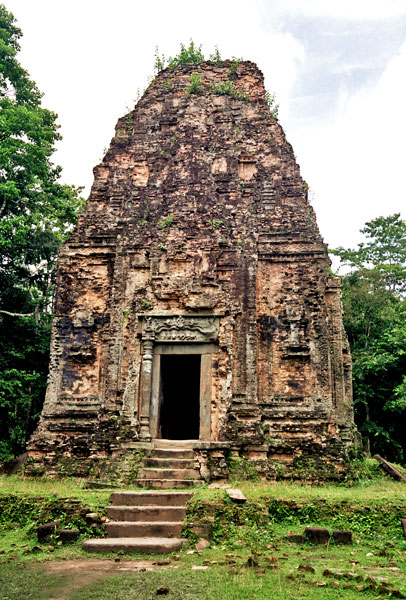
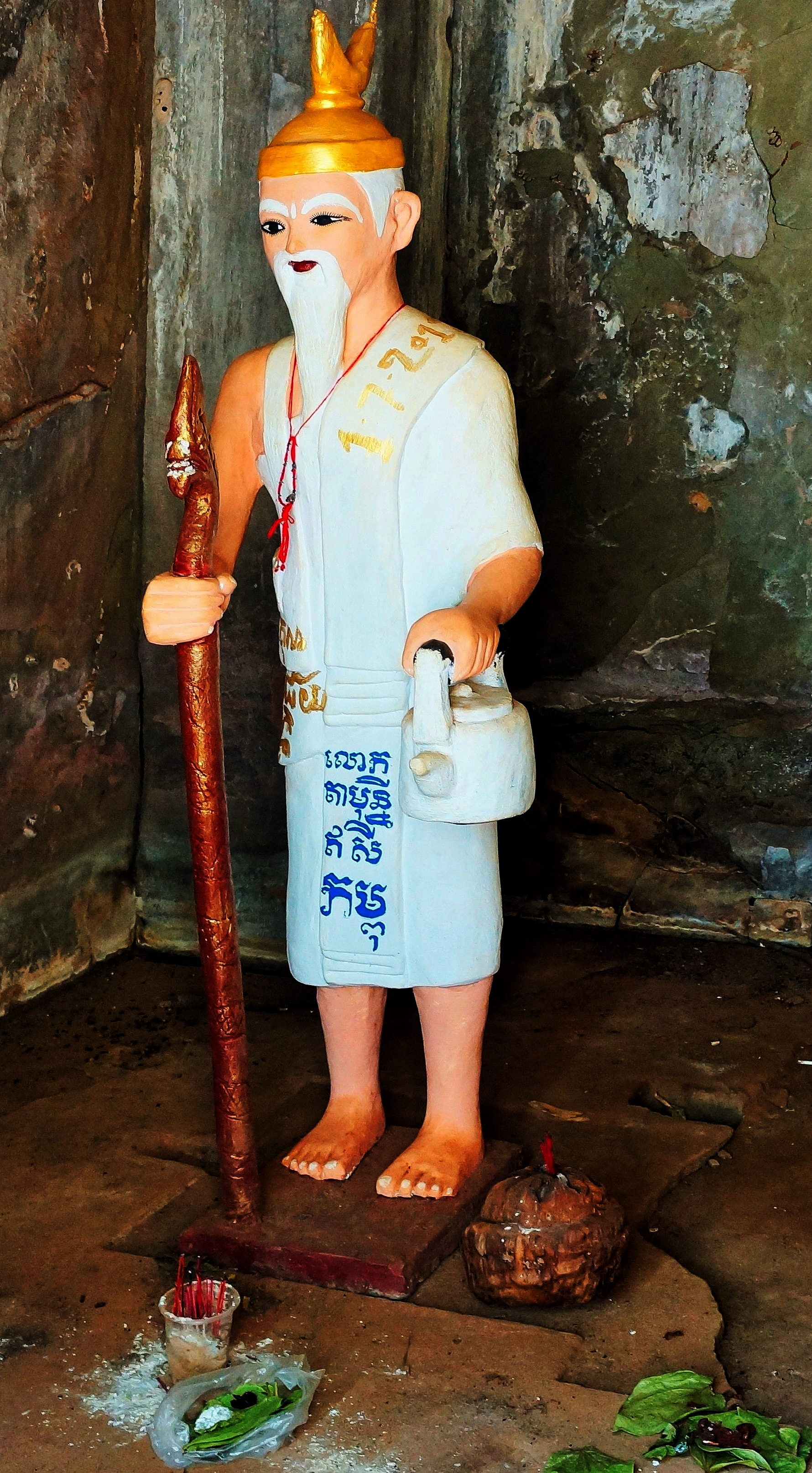

## UNESCO
Foi inscrito como Patrimônio Mundial da UNESCO em 2017 pois: "a arte e arquitetura aqui desenvolvidas tornaram-se modelo para outras regiões e são o único exemplo do estilo Khmer do período Angkor"